# Honda e:Concept
La e:Concept est un concept car électrique du constructeur automobile japonais Honda présenté au salon de Pékin 2020.

## Présentation
Le concept car Honda est présenté en septembre 2020 au salon de l'automobile de Pékin,  qui était initialement prévue du 21 au 30 avril 2020, mais cette édition a été reportée reportée du 26 septembre au 5 octobre 2020 en raison de la pandémie de Covid-19.
L'e:Concept est un SUV coupé à 3 portes à motorisation électrique préfigurant un futur SUV dans la gamme électrique du constructeur en 2022, pour rejoindre la Honda e première voiture électrique du constructeur automobile japonais.

## Caractéristiques techniques
L'e:Concept est dénué de rétroviseurs et reçoit la dernière génération du système de sécurité et d’assistance à la conduite (ADAS - Advanced Driver Assistant Systems) permettant d'améliorer la reconnaissance, la prédiction et la prise de décision de la voiture, secondé par un radar à 360 degrés.